# شهرستان البریقه
ناحیهٔ البریقة (به عربی: مدیریة البریقة) یک ناحیه در یمن است که در استان عدن واقع شده‌است.

## خصوصیات
ناحیهٔ البریقة ۶۲٬۴۰۵ نفر جمعیت دارد.